# Lingvist
 (avril 2015).
Lingvist est une plateforme d'apprentissage des langues étrangères en ligne, disponible depuis 2014 en version bêta gratuite.
En 2024, il permet d'apprendre les langues suivantes : anglais, espagnol, français, allemand, russe, japonais, coréen, italien, estonien, portugais, néerlandais, polonais, suédois, danois et norvégien.

## Fonctionnement
Depuis juin 2015, l'application mobile Lingvist est disponible pour iOS et Android.
L'utilisateur a le droit à 50 nouveaux mots (45 min-90 min) par jour et un défi. L'application est payante au-delà de ce seuil.

## Modèle éducatif
La méthode d’enseignement proposée par Lingvist repose sur 3 différents modules, censés permettre un apprentissage rapide et efficace de la langue : une section Mémoriser s'appuyant sur un système de cartes-mémoires, des exercices de lecture et enfin des exercices de compréhension orale.
L’approche utilisée par Lingvist s'appuie sur le big data et l’analyse statistique pour établir des fréquences d’utilisation des mots et phrases afin d’enseigner le vocabulaire le plus utile et le plus pertinent à l’utilisateur.
L’algorithme mis au point par l'équipe de Lingvist analyse de nombreuses sources de textes, tels que des articles ou des sous-titres de film, afin de déterminer la fréquence des mots utilisés dans un langage donné.
En tant qu’outil adaptatif, Lingvist utilise l’optimisation mathématique pour adapter les modules aux différents niveaux de ses utilisateurs. L’apprenant va ainsi être amené à répéter des mots qu’il a précédemment oublié ou écrit de façon incorrecte, mais va au contraire progresser plus rapidement s’il retient les mots facilement.

## Historique
Lingvist a été co-fondé en 2013 par Mait Müntel, physicien membre de l’équipe ayant identifié le Boson de Higgs au CERN, Ott Jalakas et Andres Koern.
Le prototype de l’outil Lingvist a été créé par Mait Müntel alors qu’il vivait en Suisse, avec pour objectif d’apprendre la langue française à la suite de plusieurs échecs avec les méthodes traditionnelles.
En 2014, 1 million d’euros ont été levés auprès de SmartCap, Nordic VC Inventure, et d’autres investisseurs afin de poursuivre le développement de l’outil.
Lingvist a annoncé en juin 2015 avoir levé 1,6 million d'euros de fonds supplémentaires auprès de l'Union Européenne, dans le cadre du programme européen Horizon 2020.

## Reconnaissance et récompenses
En mars 2013, Lingvist a reçu la bourse Prototron.
En mars 2014, Lingvist a été sélectionné pour participer au Programme Accelerator Techstars London.

## Source de la traduction
- (en) Cet article est partiellement ou en totalité issu de l’article de Wikipédia en anglais intitulé « Lingvist » (voir la liste des auteurs).